# Chelicerca lutea
Chelicerca lutea är en insektsart som beskrevs av Ross 2003. Chelicerca lutea ingår i släktet Chelicerca och familjen Anisembiidae. Inga underarter finns listade i Catalogue of Life.